# American Mathematical Society
A American Mathematical Society (AMS), em português Sociedade Americana de Matemática,  é uma associação de matemáticos profissionais dedicados ao interesse da pesquisa e ensino matemático, que é feito através de várias publicações e conferências bem como premiações anuais a matemáticos.
A sociedade é uma das quatro partes da Joint Policy Board for Mathematics (JPBM) e um membro da  Conference Board of the Mathematical Sciences (CBMS). 

## Publicações
A AMS publica a Mathematical Reviews, uma base de dados de artigos de publicações matemáticas, vários periódicos e livros.
Periódicos:
- Geral
  - Bulletin of the American Mathematical Society - publicado trimestralmente,
  - Electronic Research Announcements of the American Mathematical Society - apenas online,
  - Journal of the American Mathematical Society - publicado trimestralmente,
  - Notices of the American Mathematical Society - publicado mensalmente, um dos periódicos matemáticos mais lidos,
  - Proceedings of the American Mathematical Society - publicado mensalmente,
  - Transactions of the American Mathematical Society - publicado mensalmente,
- Específicos
  - Mathematics of Computation - publicado trimestralmente,
  - Conformal Geometry and Dynamics - apenas online,
  - Representation Theory - apenas online.

## Prêmios
- Prêmio Memorial Bôcher
- Prêmio Cole
- Frank and Brennie Morgan Prize for Outstanding Research in Mathematics by an Undergraduate Student
- Prêmio Fulkerson
- Prêmio Leroy P. Steele
- Prêmio Norbert Wiener
- Prêmio Oswald Veblen de Geometria

## Presidentes

### 1888 – 1900
- John Howard Van Amringe[1] (1888-1890)
- Emory McClintock[1] (1891-94)
- George Hill (1895-96)
- Simon Newcomb  (1897-98)
- Robert Woodward  (1899-1900)

### 1901 – 1950
- Eliakim Moore  (1901-02)
- Thomas Fiske  (1903-04)
- William Osgood  (1905-06)
- Henry Seely White  (1907-08)
- Maxime Bôcher  (1909-10)
- Henry Fine  (1911-12)
- Edward Burr Van Vleck  (1913-14)
- Ernest Brown   (1915-16)
- Leonard Dickson (1917-18)
- Frank Morley (1919-20)
- Gilbert Bliss (1921-22)
- Oswald Veblen (1923-24)
- George Birkhoff (1925-26)
- Virgil Snyder (1927-28)
- Earle Hedrick (1929-30)
- Luther Eisenhart (1931-32)
- Arthur Byron Coble (1933-34)
- Solomon Lefschetz (1935-36)
- Robert Moore (1937-38)
- Griffith Conrad Evans (1939-40)
- Marston Morse (1941-42)
- Marshall Stone (1943-44)
- Theophil Hildebrandt (1945-46)
- Einar Hille (1947-48)
- Joseph Leonard Walsh (1949-50)

### 1951 – 2000
- John von Neumann (1951-52)
- Gordon Whyburn (1953-54)
- Raymond Wilder (1955-56)
- Richard Brauer (1957-58)
- Edward McShane (1959-60)
- Deane Montgomery (1961-62)
- Joseph Doob (1963-64)
- Abraham Albert (1965-66)
- Charles Morrey, Jr. (1967-68)
- Oscar Zariski (1969-70)
- Nathan Jacobson (1971-72)
- Saunders Mac Lane (1973-74)
- Lipman Bers (1975-76)
- R. H. Bing (1977-78)
- Peter Lax (1979-80)
- Andrew Gleason (1981-82)
- Julia Robinson (1983-84)
- Irving Kaplansky (1985-86)
- George Mostow (1987-88)
- William Browder (1989-90)
- Michael Artin (1991-92)
- Ronald Graham (1993-94)
- Cathleen Synge Morawetz (1995-96)
- Arthur Jaffe (1997-98)
- Felix Browder (1999-2000)

### 2001 –
- Hyman Bass (2001-02)
- David Eisenbud (2003-04)
- James Arthur (2005-06)
- James Glimm (2007-08)
- George Andrews (2009–10)
- Eric Friedlander (2011-12)